# 페니워스
《페니워스》(영어: Pennyworth)는 2019년부터 2022년까지 방영된 미국의 범죄 스릴러 드라마로, DC 코믹스의 배트맨 시리즈의 조역 알프레드 페니워스를 주인공으로 한 작품이다. 에픽스 채널에서 2019년부터 2021년까지 방영했고, 2022년에는 HBO Max로 공개되었다. 대한민국에서는 Wavve에서 서비스하고 있다. 《고담》의 제작자였던 브루노 헬러와 대니 캐넌이 기획했고, 잭 배넌, 벤 앨드리지, 헤인즐리 로이드 베넷, 라이언 플레처, 도러시 앳킨스, 이언 풀스턴데이비스가 출연한다.

## 출연진

### 주연
- 잭 배넌 - 알프레드 페니워스
- 벤 올드리지 - 토머스 웨인
- 헤인즐리 로이드 베넷 - 디온 "바자" 배시퍼드
- 라이언 플레처 - 월리스 "데이브 보이" 맥두걸
- 도러시 앳킨스 - 메리 페니워스
- 이언 풀스턴데이비스 - 아서 페니워스
- 팔로마 페이스 - 벳 사이크스
- 제이슨 플레밍 - 제임스 하우드
- 폴리 워커 - 페기 사이크스
- 에마 페이츠 - 마사 케인
- 라몬 티카람 - 아지즈 형사
- 에드워드 호그 - 존 솔트 대령
- 해리엇 슬레이터 - 샌드라 온즐로
- 제시 로미오 - 케이티 브라우닝
- 제임스 퓨어포이 - 걸리버 트로이 대위

### 조역
- 에마 코린 - 에스메 위니커스
- 제시카 엘러비 - 여왕
- 대니 웨브 - 존 리퍼
- 리처드 클로디어 - 수상
- 벤 위긴스 - 스페인인
- 사이카트 아하메드 - 채들리씨
- 사이먼 데이 - 시드 온즐로
- 제니 구슨스 - 스파이서 부인
- 스티븐 에드윈 - 스파이서씨
- 애나 챈슬러 - 프랜시스 곤트
- 세라 알렉산더 - 운딘 스웨이트
- 찰리 우드워드 - 존 커즌 대위
- 제시카 디가우 - 멜러니 트로이
- 사이먼 마뇬다 - 루시어스 폭스

## 에피소드

### 시즌 1
| 회차 | 제목                                   | 감독        | 각본        | 방송날짜        |
| ---- | -------------------------------------- | ----------- | ----------- | --------------- |
| 1    | "파일럿" "Pilot"                       | 대니 캐넌   | 브루노 헬러 | 2019년 7월 28일 |
| 2    | "지주의 딸" "The Landlord's Daughter"  | 대니 캐넌   | 브루노 헬러 | 2019년 8월 4일  |
| 3    | "마사 케인" "Martha Kane"              | 빌 이글스   | 브루노 헬러 | 2019년 8월 11일 |
| 4    | "퍼넬러피" "Lady Penelope"             | 차이나 무영 | 브루노 헬러 | 2019년 8월 11일 |
| 5    | "셜리 배시" "Shirley Bassey"           | 롭 베일리   | 브루노 헬러 | 2019년 8월 18일 |
| 6    | "실라 블랙" "Cilla Black"              | 빌 이글스   | 브루노 헬러 | 2019년 8월 25일 |
| 7    | "줄리 크리스티" "Julie Christie"       | 클레어 킬너 | 브루노 헬러 | 2019년 9월 8일  |
| 8    | "샌디 쇼" "Sandie Shaw"                | 존 이스트   | 대니 캐넌   | 2019년 9월 15일 |
| 9    | "앨마 코건" "Alma Cogan"               | 롭 베일리   | 브루노 헬러 | 2019년 9월 22일 |
| 10   | "메리앤 페이스풀" "Marianne Faithfull" | 대니 캐넌   | 브루노 헬러 | 2019년 9월 29일 |